# Plan Baruch
Pour les articles homonymes, voir Baruch.
Le plan Baruch est un plan proposé par les États-Unis à l'Organisation des Nations unies afin de transférer progressivement la possession de l'arme nucléaire américaine à une commission onusienne et limiter la prolifération nucléaire. Il a été proposé en juin 1946 par le représentant des États-Unis, Bernard Baruch, à l'initiative du président des États-Unis Harry Truman.

## Contexte

### Appréhensions et volonté de coopération
Les États-Unis sont, à partir de 1945, la seule puissance à détenir l'arme atomique. Le président Truman met en place une politique de lutte contre la prolifération nucléaire. En novembre 1945, il rencontre Clement Attlee et William Lyon Mackenzie King pour proposer la création d'un organisation internationale de contrôle du nucléaire. En décembre de la même année, Truman propose à Joseph Staline que le contrôle du nucléaire soit mise à l'ordre du jour de l'ONU, ce qui est accepté par les Soviétiques. Dès 1946, en cohérence avec sa logique de lutte contre la prolifération, Truman rompt la coopération nucléaire avec le Royaume-Uni, et la loi sur l'énergie atomique de 1946 interdit toute aide de la part des États-Unis au développement nucléaire d'un pays étranger.

### Rapport Acheson-Lilienthal et plan Baruch
En 1946, afin de fixer une ligne directrice aux États-Unis dans ce domaine, Truman commande un rapport, appelé rapport Acheson-Lilienthal, qui examine les conditions de possibilité d'une coopération internationale contre le nucléaire. Truman considère que l'Organisation des Nations unies pourrait, par une commission spécialisée, gérer les questions nucléaires et organiser un transfert, à terme, de l'arme nucléaire américaine, et lutter contre la prolifération. Le plan Baruch est donc proposé en juin 1946 à l'ONU.

## Contenu

### Principes et quatre grandes mesures
Le plan Baruch vise à sécuriser le monde du nucléaire militaire. Son objectif sous-jacent est d'éviter une course aux armements nucléaires entre les États-Unis et l'Union des républiques socialistes soviétiques. Quatre grandes mesures sont prévues, sur le plan international, par le plan. Il s'agissait :
- d'étendre à tous les États l'échange d'informations scientifiques sur l'atome à des fins pacifiques ;
- de mettre en œuvre le contrôle de l'énergie nucléaire par une commission spécialisée de l'ONU ;
- d'éliminer les armements nationaux permettant des destructions massives ;
- de mettre en place des garanties efficaces par le biais d'inspections et tous autres moyens contre les risques de violation du traité.

### Détails du plan
Le contrôle de l'énergie nucléaire aurait été mis entre les mains d'une commission spécialisée, et donc, retirée de facto de la compétence du Conseil de sécurité des Nations unies. Le plan prévoyait par ailleurs qu'aucun membre ne puisse exercer son droit de veto au Conseil de sécurité contre les mesures de rétorsion à l'encontre d'un État coupable de violation du traité.
L’autorité internationale qui aurait le monopole du contrôle du nucléaire militaire prendrait possession des mines d'uranium ainsi que des usines de séparation et des centrales nucléaires. Son corps de contrôle et d'inspection pourrait être déployé dans le cadre d'un mandat. Les États-Unis livreraient par étapes à l’autorité internationale leurs connaissances et technologies et, à la fin, leurs bombes.

## Conséquences

### Rejet et contre-proposition soviétique
L'Union soviétique rejette le plan Baruch pour plusieurs motifs. Le premier est que l'URSS ne souhaitait pas que le Conseil de sécurité, où elle disposait d'un veto illimité, n'ait plus le pouvoir sur les questions nucléaires. Le deuxième est qu'elle craignait que les États-Unis ne livrent jamais leurs bombes à la fin du processus, ce qui aurait laissé l'URSS sans moyen de contre-attaque au niveau de l'ONU. La troisième est qu'elle craint que les inspections de l'hypothétique entité internationale puissent être utilisées contre elle.
Les Soviétiques réagissent avec une contre-proposition. Ils suggèrent de créer un traité international qui mette hors-la-loi la guerre nucléaire, et qui impose la destruction de l'intégralité de l'armement américain dans les trois mois, sans contrôle international. Ils s'autorisent toutefois à poursuivre leurs propres recherches dans le domaine du nucléaire, qui aboutissent à l'explosion de leur première bombe en 1949,.

### Échec de contrôle supranational
L'échec du plan marque une première défaite d'une tentative de contrôle supranational du nucléaire militaire. Les deux Grands s'engagent dans la course globale aux armements nucléaires inaugurant la période de guerre froide.
Plusieurs tentatives ultérieures essaieront d'internationaliser un contrôle de l'arme nucléaire. Le président Dwight D. Eisenhower propose en 1953 le plan Atoms for Peace, afin de créer une coopération internationale dans le domaine nucléaire, sous l'égide des Nations unies. Cette initiative donne lieu, en 1957, à la création de l'Agence internationale de l'énergie atomique. En 1967, le Traité sur la non-prolifération des armes nucléaires est signé.